# The American Conservative
The American Conservative (TAC) es una revista bimensual estadounidense fundada en el 2002 por Scott McConnell, Pat Buchanan, y Taki Theodoracopulos. La revista es editada por McConnell y publicada por Ron Unz. TAC representa una voz tradicionalista, antiguerra y paleoconservadora que está en contra de lo que parecer ser e dominio de una institucionalidad neoconservadora en los medios. También está ligada con los paleolibertarios y los libertarios conservadores.

## Historia
La línea editorial de la revista difiere de la mayoría de las otras publicaciones "conservadoras" y "neoconservadoras" por su oposición a la política exterior intervencionista de George W. Bush, así como también a sus políticas de inmigración y comercio. TAC también tiene una visión decididamente más positiva respecto a Europa que, por ejemplo, The Weekly Standard, National Review, o The New Republic. Muchas de sus posturas se asemejan a las de otra revista paleoconservadora,Chronicles, la que influenció a Buchanan; muchos escritores contribuyen en ambas revistas.
En la edición del 11 de febrero de 2008, la Revista apoyó públicamente a Ron Paul para su carrera por la nominación a la presidencia por el Partido Republicano en 2008. Para las elecciones presidenciales de 2004, TAC no apoyó a ningún candidato exclusivamente, en su lugar ofrecieron el caso conservador para seis opciones diferentes. Esto incluía a Buchanan por Bush, McConnell por John Kerry, Justin Raimondo por Ralph Nader, y Kara Hopkins en la opción de no votar, y también propusieron argumentos para los partidos Libertario y de la Constitución.
Actualmente Buchanan tiene el título de editor emeritus. Algunos dicen que dejó el cargo de editor de la revista debido a la oposición que se generó debido a su apoyo al Presidente Bush, dejando a Scott McConnell para que lo reemplazara.
En las elecciones de medio periodo de 2006, The American Conservative instó a sus lectores para que votaran por los Demócratas diciendo, "Sorprenderá a muy pocos lectores el que nosotros pensemos que un voto que es visto -en Estados Unidos y el resto del mundo— como un decisivo voto “No” a la presidencia de Bush es el mejor resultado de todo esto."
Ron Unz fue nombrado publicador de la revista en 2007. Algunos paleoconservaduristas piensan que él propone una inmigración en masa.

## Artículos seleccionados
- "Death of Manufacturing" (La muerte de la manufactura), por Patrick J. Buchanan, 11 de agosto de 2003.
- "Whose War?" (¿La guerra de quién?), por Patrick J. Buchanan, 24 de marzo de 2003.
- "Conservative Crack-Up" (El rompimiento de los conservadores) por W. James Antle III, 17 de noviembre de 2003.
- "The Paleo Persuasion" (La persuasión paleo), por Samuel Francis, 12 de diciembre de 2002.
- "Big Brother Watches Britain" (El Gran Hermano vigila a Gran Bretaña), por Peter Hitchens, el 8 de mayo de 2006.
- "End of the Rainbow", by Roger D. McGrath, 19 de diciembre de 2005.
- "Among the Neocons", by Scott McConnell, 11 de abril de 2003.
- "Americans First", by Steve Sailer, 13 de febrero de 2006.
- "America the Abstraction", by J. P. Zmirak, '13 de enero de 2003.
- "The Islamic Way of War", by Andrew J. Bacevich, 11 de septiembre de 2006.
- "In Defense of Freedom" by Daniel McCarthy, 14 de marzo de 2005.
- "What is Left? What is Right? (Does it Matter?)", by various authors, 28 de agosto de 2006.

## Contribuidores notables
- Albert Lindemann
- Arnaud de Borchgrave
- Bill Kauffman
- Brendan O'Neill
- Byron Dorgan
- Carol Iannone
- Charles Goyette
- Claes G. Ryn
- Doug Bandow
- Elizabeth Wright
- Eric Margolis
- Fred Reed
- Geoffrey Wheatcroft
- George Szamuely
- Glenn Greenwald
- Ilana Mercer
- James Bamford
- James Bovard
- James Howard Kunstler
- James Kurth
- James Pinkerton
- James Webb
- Jeffrey Hart
- John Derbyshire
- John Laughland
- John Lukacs
- John O'Sullivan
- Kevin Phillips
- Kirkpatrick Sale
- Leon Hadar
- Lew Rockwell
- Lou Dobbs
- Marcus Epstein
- Martin van Creveld
- Neil Clark
- Paul Craig Roberts
- Paul Gottfried
- Paul W. Schroeder
- Paul Weyrich
- Peregrine Worsthorne
- Peter Brimelow
- Philip Giraldi
- Philip Weiss
- R. J. Stove
- Ralph de Toledano
- Robert Dreyfuss
- Robert Locke
- Robert Novak
- Rod Dreher
- Samuel P. Huntington
- Thomas Woods
- Tom Piatak
- Tom Tancredo
- Uri Avnery
- William Norman Grigg
- William Pfaff
- William S. Lind